# Maratona aquática no Campeonato Mundial de Esportes Aquáticos de 2011 - 25 km masculino
A prova de 25 quilômetros masculino da maratona aquática no Campeonato Mundial de Esportes Aquáticos de 2011 foi realizada no dia 23 de julho na praia de Jinshan, distrito de Xangai.

## Medalhistas
| Ouro                 | Prata                   | Bronze              |
| Petar Stoychev (BUL) | Vladimir Dyatchin (RUS) | Csaba Gercsak (HUN) |

## Resultados
Estes foram os resultados da prova. 
| Pos.              | Nadador                     | Nacionalidade  | Tempo     |
| ----------------- | --------------------------- | -------------- | --------- |
| Medalha de ouro   | Petar Stoychev              | Bulgária       | 5:10:39.8 |
| Medalha de prata  | Vladimir Dyatchin           | Rússia         | 5:11:15.6 |
| Medalha de bronze | Csaba Gercsak               | Hungria        | 5:11:18.1 |
| 4                 | Francisco Jose Hervas Jodar | Espanha        | 5:11:20.4 |
| 5                 | Trent Grimsey               | Austrália      | 5:11:28.2 |
| 6                 | Allan do Carmo              | Brasil         | 5:11:32.2 |
| 7                 | Vasily Boykov               | Rússia         | 5:11:36.3 |
| 8                 | Joanes Hedel                | França         | 5:13:03.1 |
| 9                 | Yuri Kudinov                | Cazaquistão    | 5:13:08.6 |
| 10                | Libor Smolka                | Chéquia        | 5:13:20.1 |
| 11                | Bertrand Venturi            | França         | 5:13:26.9 |
| 12                | Erwin Maldonado             | Venezuela      | 5:14:03.5 |
| 13                | Guillermo Bertola           | Argentina      | 5:14:29.9 |
| 14                | Simon Tobin                 | Canadá         | 5:19:43.1 |
| 15                | Xavier Desharnais           | Canadá         | 5:20:44.2 |
| 16                | Samuel de Bona              | Brasil         | 5:27:38.1 |
| 17                | Han Lidu                    | China          | 5:32:02.1 |
| 18                | Gabriel Villagoiz           | Argentina      | 5:37:25.9 |
| 19                | Weng Jingwei                | China          | 5:47:16.0 |
| –                 | Josip Soldo                 | Croácia        | DNF       |
| –                 | Valerio Cleri               | Itália         | DNF       |
| –                 | Rok Kerin                   | Eslovênia      | DNF       |
| –                 | Tomislav Soldo              | Croácia        | DNF       |
| –                 | Rostislav Vitek             | Chéquia        | DNF       |
| –                 | Gergely Kutasi              | Hungria        | DNF       |
| –                 | Angel Moreira               | Venezuela      | DNF       |
| –                 | Codie Grimsey               | Austrália      | DNF       |
| –                 | Edoardo Stochino            | Itália         | DNF       |
| –                 | Benjamin Konschak           | Alemanha       | DNF       |
| –                 | Tom Vangeneugden            | Bélgica        | DNS       |
| –                 | Islam Mohsen                | Egito          | DNS       |
| –                 | Alex Meyer                  | Estados Unidos | DNS       |
| –                 | Brian Ryckeman              | Bélgica        | DNS       |
| –                 | Mazen Mohamed Aziz          | Egito          | DNS       |
| –                 | Thomas Lurz                 | Alemanha       | DNS       |

Legenda
| Recorde mundial       | Recorde mundial (World record)               |                       | Recorde africano                      | Recorde africano (African) |                                           | Q | Classificado por posição (Qualified) |
| Recorde do campeonato | Recorde do campeonato (Championship record)  | Recorde da América    | Recorde da América (Americas)         | q                          | Classificado por melhor tempo (Qualified) |   |                                      |
| Melhor marca do ano   | Melhor marca do ano (World leading)          | Recorde asiático      | Recorde asiático (Asian)              | DNS                        | Não largou (Did not start)                |   |                                      |
| Recorde nacional      | Recorde nacional (National record)           | Recorde europeu       | Recorde europeu (European)            | DNF                        | Não terminou (Did not finish)             |   |                                      |
| Recorde pessoal       | Recorde pessoal do atleta (Personal best)    | Recorde da Oceania    | Recorde da Oceania (Oceania)          | DSQ / DQ                   | Desclassificado (Disqualified)            |   |                                      |
| Recorde da temporada  | Recorde da temporada do atleta (Season best) | Recorde sul-americano | Recorde sul-americano (South America) | NM                         | Sem marca (No mark)                       |   |                                      |